# Корешков, Егор Александрович
Его́р Алекса́ндрович Корешко́в (род. 31 марта 1986, Москва, СССР) — российский актёр театра и кино, кинопродюсер.

## Биография
Родился 31 марта 1986 года в семье музыкантов в Москве. 
В 2006 году окончил педагогический колледж. Был ударником в инди-рок-группе «Сара Джессика Паркер».
В 2010 году окончил режиссёрский факультет РАТИ (ГИТИС), мастерская Олега Львовича Кудряшова.
С 2011 года сотрудничает с Театром Наций.
В 2012 и в 2013 годах принимал участие в фестивале короткометражных спектаклей молодых режиссёров «Театральный альманах» в качестве режиссёра и актёра.
Стал известным после роли Стаса Тихановича в телесериале «Восьмидесятые».
В 2015 году журнал «GQ» назвал Егора Корешкова одним из 9 самых перспективных молодых актёров.

### Личная жизнь
Встречался с актрисой Юлией Хлыниной. Были помолвлены, состояли в отношениях 2 года.
Встречался с актрисой Полиной Максимовой.
В марте 2022 года женился на актрисе Дарье Авратинской.
В июле 2025 года, Егор Корешков и Дарья Авратинская объявили о разводе.

## Признание и награды
- 2010 — Лауреат премии «Золотой лист–2010» в номинации «Лучший актёрский ансамбль» за роли в спектакле «Царь Эдип» Софокла[8].
- 2014 — Лауреат премии XII Фестиваля кино и театра «Амурская осень–2014» в номинации «Лучшая мужская роль» за роль Антона Чехова в фильме «Братья Ч»[9].
- 2015 — Приз имени Александра Абдулова на XIII Международном фестивале кинематографических дебютов «Дух огня–2015» за лучшую мужскую роль (Антона Чехова) в фильме «Братья Ч»[10].
- 2015 — Лауреат III ежегодного фестиваля российского кино «Провинциальная Россия–2015» в номинации «Лучшая мужская роль» за роль Антона Чехова в фильме «Братья Ч»[11].
- 2015 — главный приз (приз за лучшую мужскую роль) на VIII Российском Открытом кинофестивале «Мужская роль» имени И. И. Мозжухина в Пензе (за роль Антона Чехова в фильме «Братья Ч»)[12].
- 2016 — Приз имени Александра Абдулова на XIV Международном фестивале кинематографических дебютов «Дух огня» «За лучшую мужскую роль в российском дебютном фильме» (фильм «Параллельные прямые пересекаются в бесконечности»)[13].

## Творческая деятельность

### Театральные работы

#### Дипломные спектакли
- «Печальная история одной пары. Истории, подслушанные в чужом IPod» (режиссёр Олег Глушков)
- «Униженные и оскорблённые» (по роману Фёдора Достоевского, режиссёр Светлана Землякова) — Смит, музыкант
- «Эдип-царь» (режиссёр Светлана Землякова) — Тиресий

#### Театр имени Йозефа Бойса
- «Fucking A…» (по мотивам фильма Лукаса Мудиссона «Покажи мне любовь», режиссёр Донатас Грудович) — Маркус

#### Театр Наций
- «Шоша» (по роману Исаака Башевис-Зингера, режиссёр Туфан Имамутдинов) — Морис Файтельзон

#### Театр «Центр драматургии и режиссуры» (ЦДР)
- «Медленный меч» (по пьесе Юрия Клавдиева, режиссёр Александр Созонов) — Влад[14]

#### Театр и Клуб «Мастерская»
- «Chekhov's Night» (на английском языке) (по пьесам А. П. Чехова «Медведь» и «Предложение», режиссёр Екатерина Гранитова) — Лука, лакей Поповой; Иван Васильевич Ломов, сосед Чубукова

#### Театрально-культурный центр имени Вс. Мейерхольда
- «Маскарад Маскарад» (по мотивам драмы М. Ю. Лермонтова, режиссёр Михаил Угаров) — Алексей

## Фильмография
| Год       |     | Название                                                | Роль |
| --------- | --- | ------------------------------------------------------- | --- |
| 2009      | с   | Только любовь                                           | креативщик |
| 2010      | ф   | Буду верной женой                                       | Коля |
| 2010      | кор | Счастливая покупка                                      | продавец |
| 2010      | с   | Достоевский                                             | Дмитрий Васильевич Григорович |
| 2012      | док | Титаник                                                 | радист Гарольд Брайд |
| 2013      | с   | Восьмидесятые (второй и третий сезоны)                  | Станислав Павлович Тиханович (с восемнадцатой по 52 серии), друг Сергея; второй (до 27 серии), первый секретарь комитета комсомола института (27—34 серии) |
| 2013      | с   | Анечка                                                  | Алексей Ремезов |
| 2013      | ф   | Тройная жизнь                                           | молодой полицейский |
| 2013      | ф   | Горько!                                                 | Рома, жених, журналист в местной газете |
| 2013      | кор | Измена                                                  | Он |
| 2014      | ф   | Новый старый дом                                        | Юра |
| 2014      | ф   | Братья Ч                                                | Антон Павлович Чехов |
| 2014      | ф   | Горько! 2                                               | Рома, муж Наташи |
| 2014      | с   | У вас будет ребёнок                                     | Игнат Сахаров |
| 2015      | ф   | Балет в пламени войны                                   | Андрей Супонев |
| 2015      | ф   | Без границ                                              | Иван |
| 2015      | ф   | Метаморфозис                                            | Алексей Сенин |
| 2016      | ф   | Чемпионы: Быстрее. Выше. Сильнее                        | Янис |
| 2016      | ф   | Параллельные прямые пересекаются в бесконечности        | Егор |
| 2016      | с   | София                                                   | Пьетро |
| 2017      | с   | Отель Элеон                                             | Пётр Романов (3 сезон) |
| 2017      | с   | Оптимисты                                               | Андрей Муратов |
| 2017      | ф   | Проект «Gemini»                                         | доктор Стивен Росс |
| 2017—2019 | с   | Психологини                                             | Митя |
| 2017      | ф   | Жизнь впереди                                           | Сергей Тюленев, врач-гинеколог |
| 2018      | с   | Остаться в живых                                        | Борис |
| 2019      | с   | Филатов                                                 | Егор, врач в клинике Филатова |
| 2019      | с   | Последствия                                             | Данила |
| 2020      | ф   | Отель «Белград»                                         | Пётр Романов |
| 2020      | с   | 257 причин, чтобы жить                                  | Костя (Константин) Романович Неделин, тренер по теннису, отец Дани                                                                                         |
| 2020      | с   | Метод 2                                                 | Игорь Самарин |
| 2021      | ф   | Джетлаг                                                 | Владимир Набоков |
| 2021      | ф   | Неведомое                                               | Джейкоб Блэйк |
| 2021      | ф   | Нефутбол                                                | Вадим Панов, футбольный тренер |
| 2021      | ф   | Всё хорошо                                              | Валера |
| 2022      | ф   | Звёздный разум                                          | доктор Стивен Росс |
| 2022      | с   | Химера                                                  | Сергей Татаринцев, сын Евгения |
| 2022      | с   | Вторая линия                                            | Павел |
| 2023      | ф   | Сломя голову                                            | Андрей |
| 2023      | с   | Друг на час                                             | Петя |
| 2023      | ф   | Сквозь время                                            | Джейкоб Блэйк |
| 2023      | ф   | Ёлки 10                                                 | папа Савелия |
| 2023      | с   | Соседка                                                 | Фёдор Садовский |
| 2023      | с   | Политех                                                 | Антон |
| 2024      | ф   | Мы                                                      | Д-503 |
| 2024      | ф   | Затерянные                                              | Андрей |
| 2024      | с   | Первый номер                                            | Олег Проскуряков, заместитель главного редактора журнала IDOL                                                                                              |
| 2025      | ф   | Волшебник Изумрудного города. Дорога из жёлтого кирпича | отец Элли |